# Hanumanus laticeps
Hanumanus laticeps là một loài bọ cánh cứng trong họ Ptinidae. Loài này được Pic mô tả khoa học năm 1923.